# Dreba
Dreba é uma localidade e antigo município da Alemanha localizado no distrito de Saale-Orla, estado de Turíngia.
Pertence ao Verwaltungsgemeinschaft de Seenplatte. Desde dezembro de 2019, forma parte do município de Neustadt an der Orla.

## Demografia
Evolução da população (31 de dezembro):
| - 1994 - 320 - 1995 - 314 - 1996 - 311 - 1997 - 311 | - 1998 - 302 - 1999 - 304 - 2000 - 304 - 2001 - 295 | - 2002 - 298 - 2003 - 295 - 2004 - 293 |

 Fonte: Thüringer Landesamt für Statistik